# Dante (cratère)
Dante est un cratère lunaire qui se trouve sur la face cachée de la Lune. Il se trouve dans l'hémisphère nord exactement à l'opposé du méridien face à la Terre. Il a un diamètre de 53,83 km et porte le nom de l'auteur italien Dante Alighieri. Sa profondeur reste pour l'instant inconnue, le cratère a été approuvé par l'IAU en 1970.
| Dante | Latitude | Longitude | Diamètre |
| ----- | -------- | --------- | -------- |
| C     | 28.3° N  | 177.1° W  | 54 km    |
| E     | 26.7° N  | 177.0° W  | 43 km    |
| G     | 24.9° N  | 178.6° W  | 24 km    |
| P     | 23.6° N  | 179.4° E  | 27 km    |
| S     | 24.9° N  | 177.3° E  | 17 km    |
| T     | 25.8° N  | 176.6° E  | 20 km    |
| Y     | 27.1° N  | 179.5° E  | 27 km    |